# Mariola Sokołowska
Mariola Henryka Sokołowska (ur. 6 listopada 1963 w Golubiu-Dobrzyniu) – polska polityk, samorządowiec, posłanka na Sejm IV kadencji, wiceprezydent Grudziądza w latach 2006–2010.

## Życiorys
Ukończyła studia na Wydziale Pedagogicznym Uniwersytetu Mikołaja Kopernika w Toruniu, a także podyplomowe studia z zarządzania. W latach 1982–2000 pracowała w przedszkolu, w okresie 2000–2010 w Specjalnym Ośrodku Szkolno-Wychowawczym nr 1 w Grudziądzu, a od grudnia 2010 podjęła pracę w Specjalnym Ośrodku Szkolno-Wychowawczym nr 2 w Grudziądzu. Od 1990 do 2006 była zatrudniona na etacie w Związku Nauczycielstwa Polskiego. W latach 1998–2005 zasiadała w radzie miasta Grudziądza. 12 kwietnia 2005 objęła mandat posła na Sejm IV kadencji z okręgu toruńskiego, zastępując zmarłego Marka Olewińskiego. Należała do Sojuszu Lewicy Demokratycznej, w 2004 przeszła do Socjaldemokracji Polskiej (została szefową jej grudziądzkich struktur).
W 2005 i 2007 bez powodzenia kandydowała do Sejmu. W 2006 została powołana przez Roberta Malinowskiego na stanowisko zastępcy prezydenta Grudziądza. Funkcję tę pełniła do 2010. W tym samym roku z ramienia komitetu Wspólny Grudziądz bezskutecznie ubiegała się o urząd prezydenta miasta, uzyskała natomiast mandat radnej miasta. Została radną niezrzeszoną i wiceprzewodniczącą rady. W 2011 bezskutecznie startowała jako przedstawicielka SDPL do Sejmu z listy Platformy Obywatelskiej. W 2014 już jako bezpartyjna bez powodzenia kandydowała na stanowisko prezydenta Grudziądza z ramienia komitetu Wspólny Grudziądz (zajęła 4. miejsce spośród 7 kandydatów), tracąc również mandat radnej.

## Odznaczenia
- Srebrny Krzyż Zasługi (2005)[5]

## Życie prywatne
Mąż Ryszard (żołnierz zawodowy), syn Grzegorz.